# SOIUSA

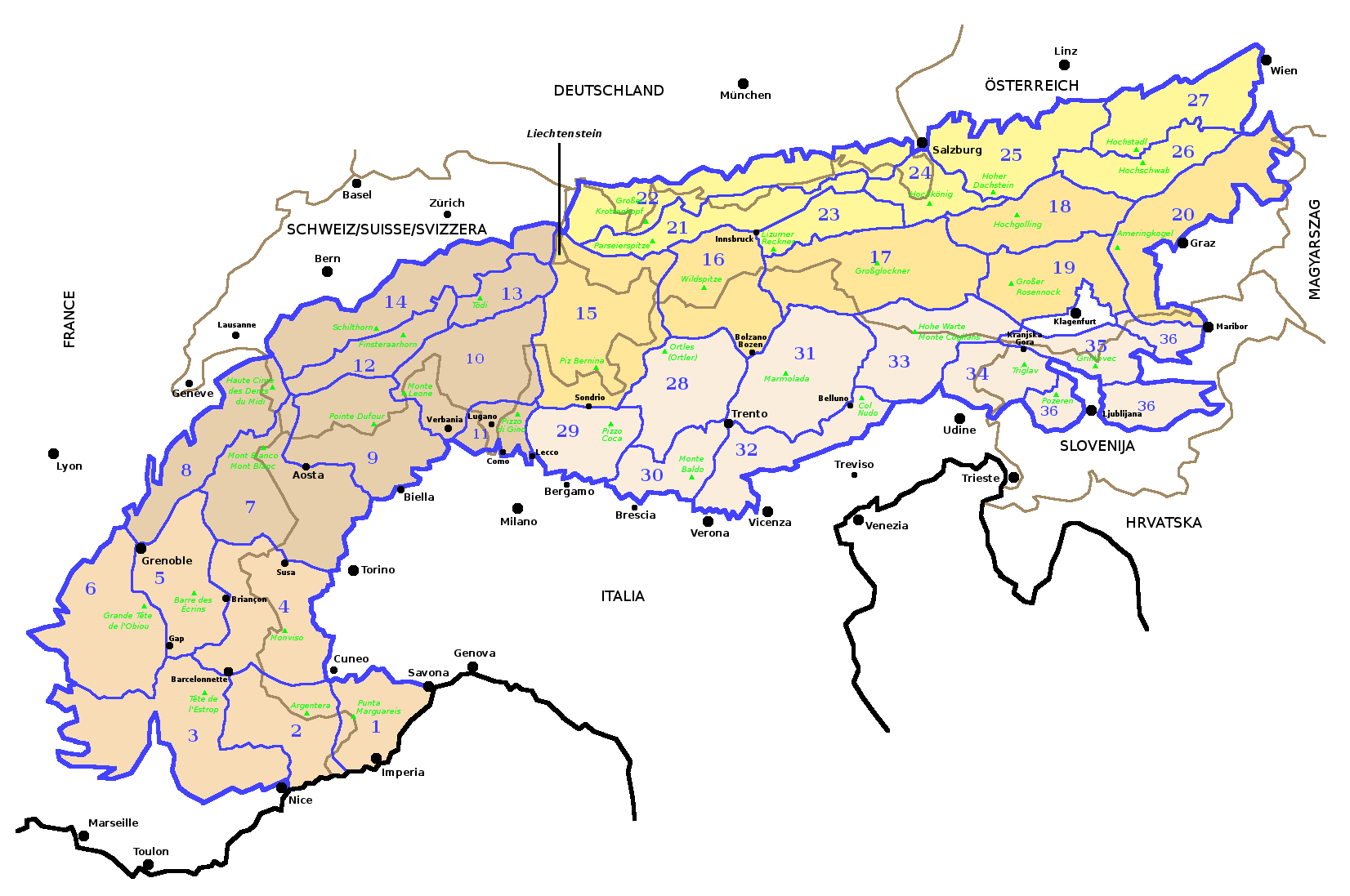
Aufteilung der Alpen nach SOIUSA

Die SOIUSA, Akronym aus italienisch Suddivisione Orografica Internazionale Unificata del Sistema Alpino, deutsch Internationale vereinheitlichte orographische Einteilung der Alpen (IVOEA), ist ein System der geographischen Klassifikation der Alpen, das von dem italienischen Alpenforscher Sergio Marazzi entwickelt und vorgeschlagen wurde.

## Geschichte und Ziele
Das SOIUSA-System ist ein Versuch, eine einheitliche Einteilung der Alpen, die in allen Alpenstaaten gültig ist, zu erarbeiten. Bis heute beruht die Einteilung auf zwei historischen Systemen, der im deutschen, österreichischen, slowenischen und südtirolischen verbreiteten Zweiteilung (West- und Ostalpen), und der italienischen und französischen Dreiteilung (West-, Zentral- und Ostalpen), jeweils in West-Ost-Richtung.
Die SOIUSA strebt Harmonisierung zwischen den in der Alpenliteratur verbreitetsten Gliederungen an, der
- Alpenvereinseinteilung der Ostalpen (abgekürzt AVE) von Franz Grassler (Fassung 1984),

und den vorherigen Einteilungen
- Moriggl-Einteilung der Ostalpen von 1928 und
- Geographische Raumgliederung Österreichs von Reinhard Mang verbesserte, und der
- Partizione delle Alpi des 9. italienischen geographischen Kongresses von 1924.

Die AVE-Einteilung, nur für das Arbeitsgebiet des Deutschen- und Österreichischen Alpenvereins konzipiert, erstreckt sich nur bis in die östlichen Schweizer Alpen, wodurch sie hier nie Verbreitung fand, und für den Zentralraum der Alpen auch im Deutschen keine einheitliche Benennungen etabliert wurden.
Die SOIUSA-Einteilung vereinigt das italienisch-französische System der Einteilung der Westalpen mit der slowenisch/österreichischen der Ostalpen. Sie legt zwar auch eine grundsätzliche Zweiteilung zugrunde, innerhalb des schweizerisch-lombardischen Raums schließen sich die Gruppen aber so zusammen, dass auch das Dreiteilungskonzept handhabbar und übertragbar bleibt.
Die SOIUSA wurde ab 2005, seit der Herausgabe von Marazzis Orografischer Atlas der Alpen, SOIUSA (ital. Atlante Orografico delle Alpi. SOIUSA) international wahrgenommen, und vom CAI, dem italienischen Alpenverein, als ein möglicher Ersatz für das veraltete Schema positiv beurteilt. Mittlerweile bietet der CAI den SOIUSA-Atlas auch auf seiner Website zum Vertrieb durch seine Sektionen an wie auch die diversen Tourenführer.
Bei der langjährigen Entwicklung der SOIUSA haben die verschiedenen Alpenclubs und auch Wissenschaftler wie einige Schweizer Kartographen, die internationale Bergsteigervereinigung UIAA (Sitz in Bern), der Autor der Alpenvereinseinteilung der Ostalpen Franz Grassler, in Österreich der Geograph Josef Breu, der italienische Glaziologe Giuseppe Nangeroni, und in Frankreich der Glaziologe Claude Meyzenq sowie Robert Vivian, der ehemalige Direktor des Institut de geographie alpine und des CNRS-Labors der Alpen, mitgewirkt.

## Struktur
Der Aufbau der Gliederung folgt diesem System: 

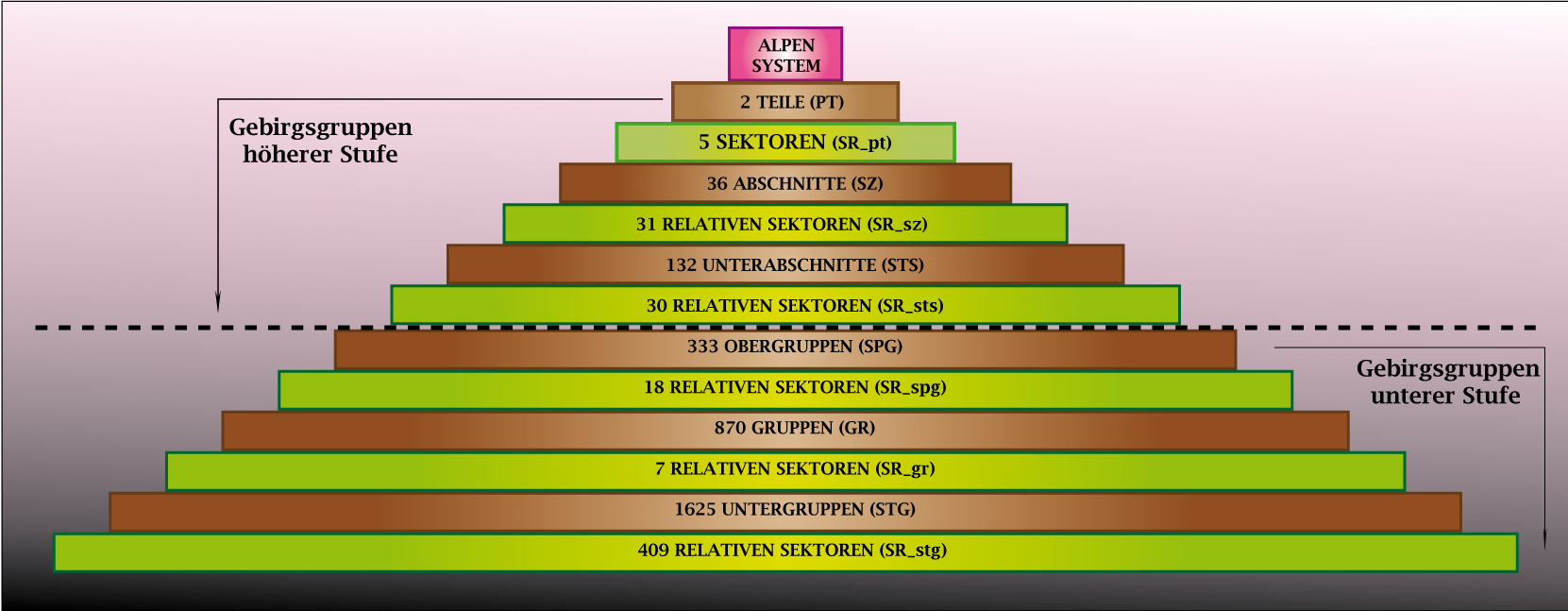
Pyramide nach SOIUSA.

- Großgliederung (italienisch raggruppamenti di grado superiore), die auf morphologisch-orographischen Kriterien beruht, und die traditionellen Einteilungen berücksichtigt[8]
  - 2 Teile (französisch grandes parties); (italienisch parti); (slowenisch dela), Abkürzung PT
    - Westalpen: gekennzeichnet mit der römischen Ziffer I
    - Ostalpen: gekennzeichnet mit der römischen Ziffer II

  - 5 Sektoren (französisch grands secteurs); (italienisch grande settore alpino); (slowenisch velikih sektorjev), Abkürzung SR_PT
    - Die Westalpen sind aufgeteilt in die 2 Sektoren
      - Südliche Westalpen: gekennzeichnet mit dem Großbuchstaben A
      - Nördliche Westalpen: gekennzeichnet mit dem Großbuchstaben B

    - Die Ostalpen sind aufgeteilt in die 3 Sektoren
      - Zentrale Ostalpen: gekennzeichnet mit dem Großbuchstaben A
      - Nördliche Ostalpen: gekennzeichnet mit dem Großbuchstaben B
      - Südliche Ostalpen: gekennzeichnet mit dem Großbuchstaben C

  - 36 Abschnitte (französisch sections); (italienisch sezioni); (slowenisch sekcij), Abkürzung SZ
  - 132 Unterabschnitte (französisch sous-sections); (italienisch sottosezioni);(slowenisch podsekcij), Abkürzung STS
- Kleingliederung (italienisch raggruppamenti di grado inferiore), die eine alpinistische Gliederung darstellt[9]
  - 333 Obergruppen (französisch super-groupes); (italienisch supergruppi); (slowenisch nadgrupa), Abkürzung SPG
  - 870 Gruppen (französisch groupes); (italienisch gruppi); (slowenisch skupine), Abkürzung GR
  - 1625 Untergruppen (französisch sous-groupes); (italienisch sottogruppi); (slowenisch podskupine), Abkürzung STG

Ein Beispiel ist Folgendes:
| Ebene          | Beispiel                                          | Nummer     | Erklärung                                                                                      |
| -------------- | ------------------------------------------------- | ---------- | ---------------------------------------------------------------------------------------------- |
| Teil           | Westalpen                                         | I          | westlicher Teil der Alpen, einer von 2 Teilen                                                  |
| Sektor         | Nördliche Westalpen                               | I/B        | nordöstlicher Sektor der Westalpen, einer von 2 Sektoren                                       |
| Abschnitt      | Lepontinische Alpen                               | 10         | einer von 14 Abschnitten der Westalpen                                                         |
| Unterabschnitt | Adula-Alpen                                       | 10.III     | eine von 3 Unterabschnitten der Lepontinischen Alpen                                           |
| Obergruppe     | Adula-Gruppe (i.a.S.)                             | 10.III.B   | umfasst die Gruppen des Rheinwaldhorns, des Güferhorns, des Zapporthorns und des Fraciòn       |
| Gruppe         | Gruppe des Rheinwaldhorns (Adula-Gruppe i. e. S.) | 10.III.3   | umfasst die Zentralgruppe des Rheinwaldhorns, und die Nebenkämme des Pinaderio und Gana Bianca |
| Untergruppe    | Rheinwaldhorn-Zentralgruppe (Adula-Zentralkette)  | 10.III.3.a | Hauptkamm der Adula, mit Gipfeln wie Grauhorn, Rheinwaldhorn, Vogelberg, Rheinquellhorn        |

Die Abschnitte sind über alle Teile und Sektoren übergreifend von 1 bis 36 durchnummeriert, daher ist ab dieser Ebene die Angabe von Teil und Sektor nicht mehr notwendig. Ebenso sind alle Gruppen innerhalb eines Unterabschnittes durchnummeriert, aus diesem Grund entfällt ab dieser Ebene die Angabe der Obergruppe.
Der Begriff des Sektors umfasst neben den 5 Großsektoren der Alpen (SR_PT) auch weitere unsystematische Zwischengruppierungen verschiedener Ebenen, die meist der Kompatibilität mit anderen Systemen und der Einbettung ortsüblicher Gruppennamen dienen. Sie werden in den oberen Ebenen mit Großbuchstaben, in den unteren Ebenen mit Kleinbuchstaben angegeben. Definiert sind für den ganzen Alpenraum:
- 31 Sektoren von Abschnitten (italienisch Settore di sezion, SR_SZ)
- 30 Sektoren von Unterabschnitten (italienisch Settore di sottosezione, SR_STS)
- 18 Sektoren von Obergruppen (italienisch Settore di supergruppi, SR_SPG)
- 07 Sektoren von Gruppen (italienisch Settore di gruppi, SR_GR)

Beispiel: Zentralschweizerische Voralpen I/B-14/B – Die beiden Sektoren B repräsentieren hier die alternative Einteilung der Schweizer Alpen nach dem Schweizer Alpen-Club: der dem grundlegenden Abschnitt I Westalpen der SOIUSA nachgestellte Sektor B bezeichnet die Nördlichen Westalpen für die Schweiz, damit sie in das dort übliche Dreiteiungsschema der Alpen passen (West-, Zentral-, Ostalpen); der dem Abschnitt 14 Schweizer Voralpen nachgestellte Sektor B das System des SAC, wo die Gruppe mit A.2 (A: Schweizer Voralpen) geführt wird, der andere Teil wäre dann I/B-14/A Westschweizerische Voralpen (SAC A.1).
Außerdem dienen die 409 Sektoren von Untergruppen (italienisch Settore di sottogruppo, SR_STG) der Feingliederung der untersten Ebene. Sie sind nur für manche Untergruppen definiert. Diese Sektoren werden mit beigefügtem Kleinbuchstaben notiert.
So ist beispielsweise im Dachsteinmassiv die Gjaidstein-Gruppe mit 25.I.3.h codiert, und der Abschnitt 3.h/a ist das Gjaidstein-Massiv selbst, 3.h/b der Nebenkamm Zwölferkogel-Hirlatz. Von den restlichen Untergruppen des Dachsteinsstocks (3.a bis i) ist nur eine weitere ebenfalls feiner untergliedert.
Alle Klassen von Sektoren werden prinzipiell mit „/“ beigefügt, während die grundlegenden SOIUSA-Codegruppen mit „.“ zusammengestellt sind.

## Einteilung der Alpen nach der SOIUSA

### Westalpen (I)

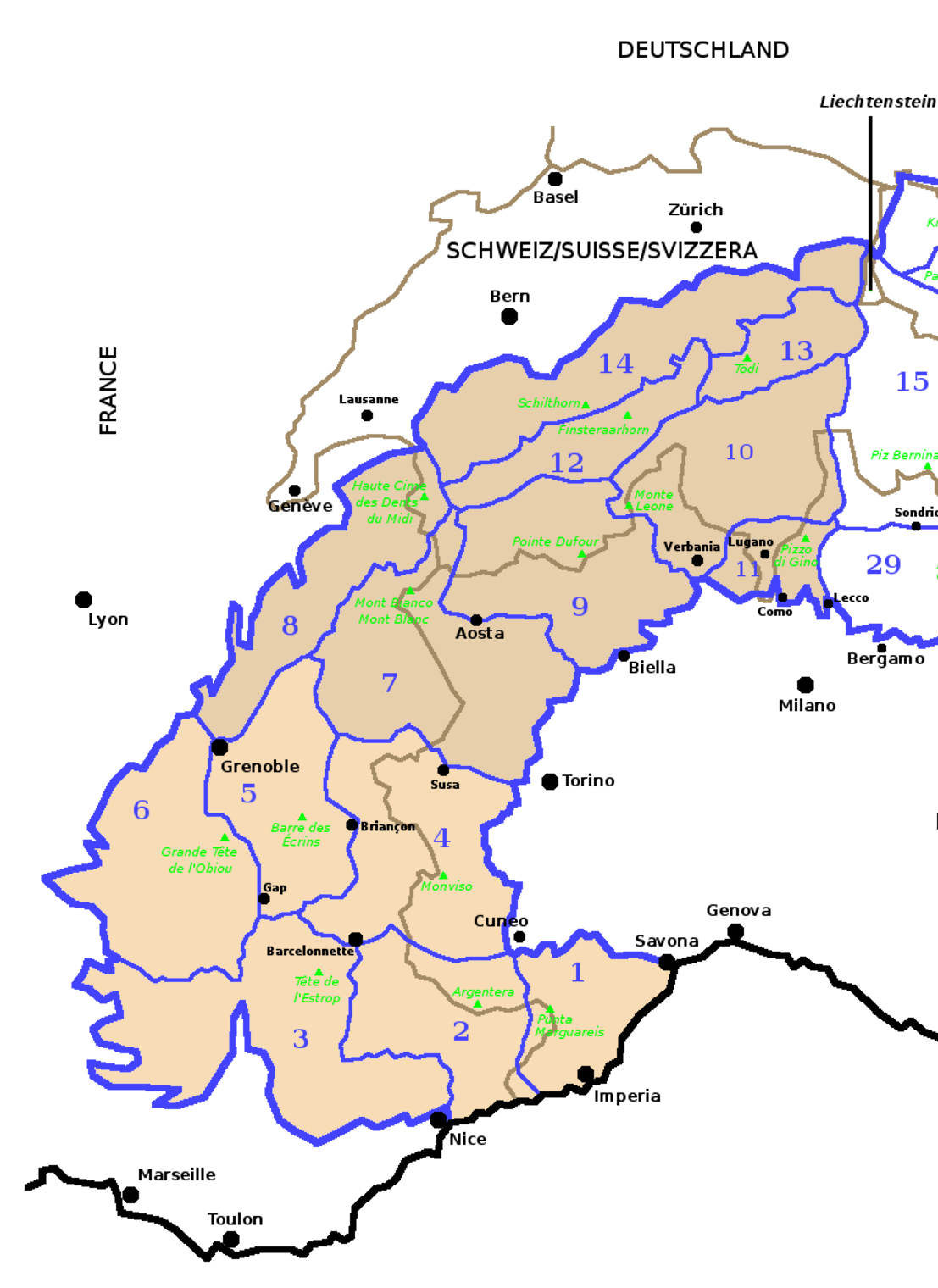
Die Westalpen nach SOIUSA

#### Südliche Westalpen (IA)
6 Abschnitte:
- (1) Ligurische Alpen (Punta Marguareis, 2.661 m)
- (2) Seealpen i.w.S (Monte Argentera, 3.297 m)
- (3) Provenzalische Alpen und Voralpen (Tête de l’Estrop, 2.961 m)
- (4) Cottische Alpen (Monviso, 3.841 m)
- (5) Dauphiné-Alpen (Barre des Écrins, 4.102 m)
- (6) Dauphiné-Voralpen (Obiou, 2.790 m)

#### Nördliche Westalpen (IB)
Die SOIUSA-Kategorisierung versucht, für die Schweizer Alpen die Einteilung nach Kantonen zu überwinden, indem orographisch zusammenhängende Gebirge zusammengefasst werden. Die kantonsspezifischen Bezeichnungen nach dem Schweizer Alpen-Club werden als Unterabschnitte größtenteils beibehalten.
8 Abschnitte:
- (7) Grajische Alpen (Mont Blanc, 4.810 m)
- (8) Savoyer Voralpen (Haute Cime des Dents du Midi, 3.257 m)
- (9) Penninische Alpen (Monte Rosa, 4.634 m) mit den Unterabschnitten Grand Combin, Weisshorngruppe/Cervino, Monte-Rosa-Gruppe, Mischabelgruppe/Weissmiesgruppe
- (10) Lepontinische Alpen (Monte Leone, 3.552 m) mit den Unterabschnitten Adula-Alpen, Monte Leone-Sankt Gotthard-Alpen und den Tessiner Alpen und Verbano
- (11) Luganer Voralpen (auch: Östliche Lombardische Voralpen, Pizzo di Gino, 2.245 m) mit den Unterabschnitten Comer Voralpen und den Vareser Voralpen
- (12) Berner Alpen im weiteren Sinne (Finsteraarhorn, 4.274 m) mit den Unterabschnitten Berner Alpen im engeren Sinne, den Urner Alpen und den Waadtländer Alpen
- (13) Glarner Alpen im weiteren Sinne (Tödi, 3.620 m) mit den Unterabschnitten Urner-Glarner Alpen und den Glarner Alpen im engeren Sinne
- (14) Schweizer Voralpen (Schilthorn, 2.970 m) mit den Unterabschnitten Berner Voralpen, den Voralpen von Waadt und Freiburg, den Luzerner und Unterwaldner Voralpen, den Schwyzer und Urner Voralpen und den Appenzeller und St. Galler Voralpen

### Ostalpen (II)
Der Begriff der Ostalpen entspricht dem Usus einer Zweiteilung.
Die SOIUSA nennt viele nach der AVE bekannte Gebirgsgruppen und bezeichnet sie als Unterabschnitte. Diese Unterabschnitte fasst sie wiederum in gemeinsame Abschnitte zusammen. In der Untergliederung der AVE-Gruppen orientiert sie sich primär an den modernen landeskundlichen Naturraumgliederungen und anderen wissenschaftlichen Systemen.

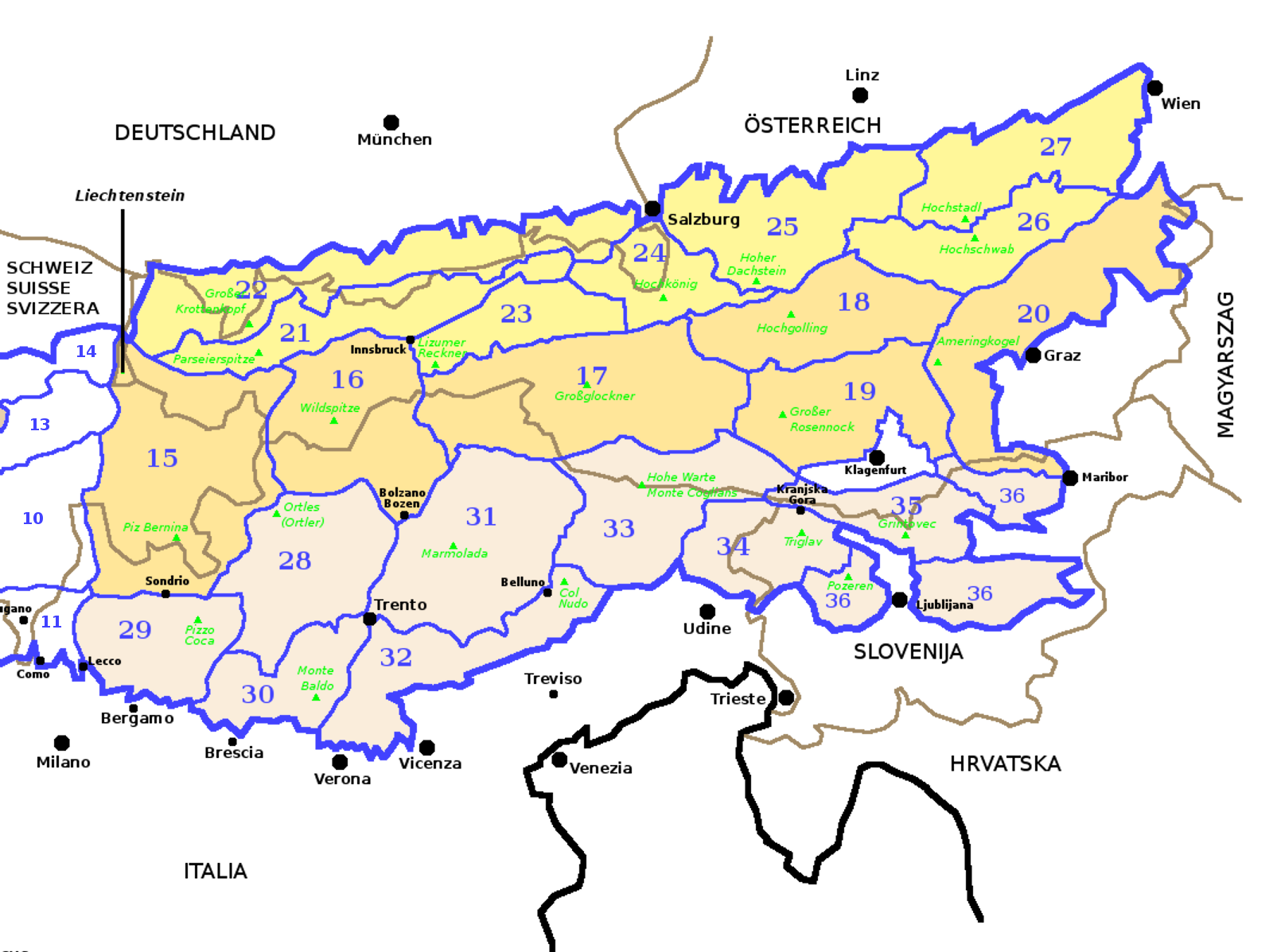
Die Ostalpen nach der SOIUSA.

#### Zentrale Ostalpen (IIA)
6 Abschnitte:
- (15) Westliche Rätische Alpen (Piz Bernina, 4.049 m) mit Rätikon, Silvretta, Münstertaler Alpen, Plessur-Alpen, Albula-Alpen, Platta-Gruppe, Bernina-Alpen und Livigno-Alpen
- (16) Östliche Rätische Alpen (Wildspitze, 3.772 m), Unterabschnitte sind Ötztaler Alpen, Stubaier Alpen, Sarntaler Alpen
- (17) Westliche Tauernalpen (Großglockner, 3.798 m), Unterabschnitte sind Zillertaler Alpen, die Hohen Tauern, die Villgratner Berge, die Kreuzeckgruppe
- (18) Östliche Tauernalpen (Hochgolling, 2.863 m), Unterabschnitte sind Radstädter Tauern, Schladminger Tauern, Rottenmanner und Wölzer Tauern, Seckauer Tauern
- (19) Steirisch-Kärntnerische Alpen (auch: Norische Alpen, ital. Alpi Noriche, Eisenhut, 2.441 m)
- (20) Steirisches Randgebirge (Steirische Voralpen, Ameringkogel, 2.184 m), das auch die Lavanttaler Alpen als Unterabschnitt enthält

#### Nördliche Ostalpen (IIB)
7 Abschnitte:
- (21) Nordtiroler Kalkalpen (Parseierspitze, 3.040 m) mit den Unterabschnitten Lechtaler Alpen, Lechquellengebirge, Wettersteingebirge und Mieminger Kette, Karwendel, Brandenberger Alpen und Kaisergebirge
- (22) Bayerische Alpen (Großer Krottenkopf, 2.657 m) mit den Unterabschnitten Bregenzerwaldgebirge, Allgäuer Alpen, Ammergauer Alpen, Wallgauer Alpen, Mangfallgebirge, Chiemgauer Alpen
- (23) Tiroler Schieferalpen (Lizumer Reckner, 2.884 m) mit den Unterabschnitten Tuxer Schieferalpen und Kitzbühler Alpen
- (24) Salzburger Nordalpen (Hochkönig, 2.941 m) unter anderem mit den Berchtesgadener Alpen
- (25) Oberösterreichisch-Salzkammerguter Alpen (Hoher Dachstein, 2.993 m)
- (26) Steirische Nordalpen (Hochtor, 2.369 m) mit den Unterabschnitten Ennstaler Alpen und nordöstliche Berge der Steiermark, die wiederum in Hochschwab; Mürzsteger Alpen und Rax-Schneeberg-Gruppe weiter aufgeteilt werden
- (27) Niederösterreichische Voralpen (Hochstadl, 1.919 m) mit Unterabschnitten Türnitzer Alpen, Ybbstaler Alpen und Gutensteiner Alpen/Wienerwald

#### Südliche Ostalpen (IIC)
9 Abschnitte:
- (28) Südliche Rätische Alpen (Ortler, 3.905 m)
- (29) Bergamasker Alpen und Voralpen (auch: Zentrale Lombardische Voralpen, Pizzo di Coca, 3.052 m)
- (30) Brescianer und Gardasee-Voralpen (auch: Östliche Lombardische Voralpen, Monte Baldo, 2.218 m)
- (31) Dolomiten (Marmolata, 3.342 m)
- (32) Venetische Voralpen (Vizentiner und Belluneser Voralpen, Col Nudo, 2.472 m)
- (33) Karnische Alpen i. w. S. (Karnische und Gailtaler Alpen, Hohe Warte, ital. Monte Coglians, 2.780 m)
- (34) Julische Alpen i. w. S. (Julische Hochalpen und Julische (Friulaner) Voralpen, Triglav, 2.863 m)
- (35) Kärntnerisch-Slowenische Alpen (Grintovec, 2.558 m) mit u. a. den Karawanken und Steiner Alpen
- (36) Slowenische Voralpen (Porezen, 1.630 m) mit dem Bachergebirge